# Hargitay Gábor
 Hargitay Gábor modell, manöken

## Élete
Az 1960-1970-es évek manökenje. A hatvanas évek végén két  barátjával nézte  az OKISZ-labor bemutatóját az Intercontinental Szállóban, amikor az asztalukhoz lépett egy hölgy. Várnai Zsóka volt, az OKISZ Labor művészeti vezetője, aki alkalmasnak találta, és elindította hosszú manöken- és modellkarrierjét. Mutatott be ruhákat a Magyar Divatintézet felkérésére is, illetve külföldön, például Moszkva, Bécs stb.
A bemutatókon kívül folyamatosan kapta a felkéréseket fotózásra is, és jelentek meg képei különböző újságokban. Számos fotója jelent meg, például az Ország-világ és más lapokban (egyike az első magyar modelleknek). 
Reklámfilmekben is szerepelt, például Malév reklám, ami 3 éven át látható volt a televízióban, Sunlicht reklám stb. 
Biztosítási ügynök lett, mert a modellmunkák nagyrészt alkalmi megbízások voltak, és mellette mindig volt civil elfoglaltsága is, hogy ne minősítsék közveszélyes munkakerülőnek a szocializmus éveiben.
10 évig volt ismert manöken.
Egy fia van, Hargitay Gábor.